# Virinta
Virinta je řeka ve východní části Litvy, v Utenském kraji, v okresech Molėtai a Anykščiai. Vytéká z jezera Virintai (u městysu Verbiškės) a dále teče směrem západoseverozápadním až do soutoku s řekou Šventoji, do které se vlévá jako její levý přítok naproti Vetygale 75,2 km od jejího ústí do Nerisu.
Řeka intenzívně hustě a drobně meandruje. Průměrný spád je 1,48 m/km (průměrný spád na horním toku až ke vsi Klabiniai - 89 cm/km, dále až ke vsi Dūdos - průměrně 136 cm/km (u vsi Kurkliai I zbyl po bývalém mlýně jez, ze kterého je asi 2 m vodopád), od vsi Dūdos až k soutoku je průměrný spád 86 cm/km). Šířka koryta na středním a dolním toku je 10 - 15 m. Průtok u Vyliaudiškisu (u městysu Kurkliai, 8 km od ústí): maximální: 94,4 m³/s, průměrný: 4,95 m³/s, minimální v létě: 0,46 m³/s, minimální v zimě: 0,55 m³/s. Rozdělení ročního průtoku podle období: jaro: 46 %, léto: 14 %, podzim: 18 %, zima: 22 %. Poznámka: v této uvedené referenci potok Suraižos upelis, který pramení u vsi Gudeliai nedaleko obce Suginčiai a protéká jezery Želvos, Gavėnas, Ilgynas a Graužis a od východu se vlévá do jezera Virintai považují za horní tok řeky Virinta a proto uvádějí délku toku 75 km. Za městem Alanta protéká Hydrografickou rezervací Virinty, od Vyliaudiškisu až k ústí protéká Chráněnou krajinnou oblastí Anykščių regioninis parkas.

## Přítoky
- Do jezera Virintai: Alsūnė (hydrologické pořadí: 12210751), Suraižos upelis (12210753/12210752 -  V - 3), V - 1 (12210754)
- Levé: Alanta (vlévá se 41,3 km od ústí; hydrologické pořadí: 12210765), Sabala (V - 1) (36,7 km; 12210766), Pulšis (27,3 km; 12210767), Laba (nebo Loba) (21,1 km; 12210768)
- Pravé: Karkla (50,3 km; 12210755), Dvyliškis (46,9 km; 12210756), Vastapa (42,7 km; 12210757), Šventelė (20,0 km; 12210769), Nevėža (9,9 km; 12210773), Vaja (4,3 km; 12210776)

## Obce při řece
Verbiškės, Mindučiai, Spiečiūnai, Svobiškis, Plešiškės, Pavirinčiai, Padvarniai, Juotiškės, Šilinka, Debeikiai, Naujasodis, Alanta, Laičiai, Šunakojai, Paąžuoliai, Paraudinė, Klabiniai, Trakiniai, Adomava, Kurkliai I, Antanava, Kolonija, Buteikiai, Kališkos, Kurkliai, Vyliaudiškis, Pakalniai, Paviričiai, Vildžiūnai, Dūdos, Šližiai.

### Další turisticky zajímavé objekty
- Hradiště Majoko kalnas (199 m n. m.), bludný balvan Mindučių akmuo, kostel Sv. apoštola Jakuba v Alantě, palác Alantského dvora, hradiště Paraudinės piliakalnis, památný dub Virintos ąžuolas, hradiště Klabinių piliakalnis, dvůr Klabinių dvaras, Trakinių piliakalnis,ChKO Anykščių regioninis parkas, říční výchoz Vetygalos atodanga.

## Komunikace, vedoucí přes řeku
Silnice Molėtai - Skudutiškis, silnice Naujasodis - Plešiškės, silnice č. 119 Molėtai - Alanta, silnice Alanta - Laičiai, silnice Dapkūniškiai - Janonys, dálnice A6 (E 262) Ukmergė - Utena, silnice Kurkliai - Anykščiai, cesta Vildžiūnai - Šližiai.